# 交響曲第3番 (ヴィラ＝ロボス)
交響曲第3番「戦争」（A Guerra）は、エイトル・ヴィラ＝ロボスが1919年に作曲した交響曲。

## 概要
1919年、ヴィラ＝ロボスはヴェルサイユ条約調印を祝う交響曲の作曲を委嘱された。これに応じ、リオデジャネイロで第3交響曲の作曲を行うことにした彼は、5月はじめに着手すると6週間もかからぬ6月12日に全曲を完成させた。「戦争」という副題が付されているが、手稿譜の段階では「第1象徴交響曲」（1a Sinfonia Simbólica）との書き込みもあった。本作はルイス・ガスタン・デスクラニョール・ドリアの論考に基づく標題的三部作の第1作にあたり、2作目の交響曲第4番に「勝利」（A Vitória）、3作目の第5番には「平和」（A Paz）という副題が与えられている。また、ヴァンサン・ダンディの様式によって書かれた5曲の交響曲の第3作目でもある。
最初の2つの楽章は1919年7月31日にリオデジャネイロ市立劇場において、作曲者自身の指揮、市立劇場管弦楽団の演奏で披露された。これはブラジル大統領エピタシオ・ペソアに捧げる演奏会の一環としての演奏だった。全曲初演は同じ会場を用いて演奏者の組み合わせで1920年9月に行われた。これはベルギー国王アルベール1世と王妃エリザベートの名誉を湛えて開催された演奏会で、交響曲第4番も同時に演奏されている。しかし、この時には交響曲には3つの楽章しかなかったらしい。緩徐楽章が「1946年以前には存在しなかったのは確実」であり、おそらく1955年の出版の直前に追加されたようである。

## 楽器編成
この作品には2つの手稿譜が存在しており、ひとつは3楽章を欠くとともに、後年書かれた譜面でありかつ出版譜になったもの比べるといくらか規模が大きい。ここでは括弧内に古い版の編成を示す。
ピッコロ、フルート2（4）、オーボエ2、コーラングレ、クラリネット2（4）、バスクラリネット、ファゴット3、コントラファゴット、ホルン4（8）、トランペットまたはコルネット4、トロンボーン4、チューバ、ティンパニ4、タムタム、シンバル、マトラカ、バスドラム2（4）、スネアドラム2（4）、（シロフォン）、チェレスタ、ハープ2、ピアノ、弦五部。これに（2つの）小編制のブラスバンドが付き、その編成は以下の通り。E♭のピッコロビューグル、 B♭のビューグル2、コルネット4、トロンボーン4、アルト・サクソフォーン2、バスサクソフォーン2、B♭のコントラバスサクソフォーン2、E♭のコントラバスサクソフォーン2、1（3）群の任意の混声合唱
初期の3楽章版では弦楽隊の人数が定められていた。第1ヴァイオリン26、第2ヴァイオリン24、ヴィオラ12、チェロ12、コントラバス12。これによって管弦楽の人数は164人となり、リヒャルト・シュトラウスが『エレクトラ』、『サロメ』で要求した大編成を超える規模となっていた。

## 楽曲構成
最終稿は全4楽章で構成される。
1. Allegro quasi giusto: 「人生と労働」（A vida e o labor）
2. Como um scherzo: 「陰謀と囁き」（Intrigas e cochichos）
3. Lento e marcial: 「苦難」（Sofrimento）
4. Allegro impetuoso: 「闘争」（A batalha）

ヴィラ＝ロボスの前2作、並びに次作とは異なり、本作では循環形式は用いられていないが、隣音によるモチーフが全ての楽章に見出される。さらに珍しいことに、本作の主題のいくつかが交響曲第4番で再び用いられており、これによって独立した2作品の間に循環的な関係性が生まれている。
ヴィラ＝ロボスは第1楽章の構成に非常に気を配ったものの、その構造は全く綺麗に分けることができない。もし伝統的なソナタ形式と看做すのであれば、中間に置かれる展開部は非常に少ないものとなる。再現部の主題材料の再現において、彼は提示部で示したもとの形に対比されるような色彩を作り上げようとしている。例として、開始直後に第1主題は弦楽器の16分音符の伴奏の上に木管によって提示される（その後ホルンとコルネットが加わる）が、再現部ではクラリネットとファゴットによる16分音符を伴い、第2ヴァイオリンとヴィオラが主題を奏していく。この楽章は一種のロンド形式とみることも可能であり、その場合はABCDA'B'の形にコーダが付属する形でDの部分は実質上エピソード的なものとなる。しかし、2度繰り返されるAは属調、及び上主音のト調とニ調で出されており、主調のハ調に至るのはようやくコーダになってからということになる。
第2楽章の主要主題は、チャイコフスキーの交響曲第6番のスケルツォから着想を得て書かれたものである。

## 関連文献
- Béhague, Gerard. 1994. Villa-Lobos: The Search for Brazil's Musical Soul. Austin: Institute of Latin American Studies, University of Texas at Austin, 1994. ISBN 0-292-70823-8.
- Salles, Paulo de Tarso. 2009. Villa-Lobos: processos composicionais. Campinas, SP: Editora da Unicamp. ISBN 978-85-268-0853-9.